# Treasure Cove
Treasure Cove (en français, « crique au trésor ») est un pays (land) exclusif au parc à thèmes Shanghai Disneyland. Située au nord-est de Gardens of Imagination, le land est le seul parmi tous ceux des Royaumes Enchantés à avoir pour seul et unique thème la piraterie.
Traditionnellement, seule l'attraction Pirates of the Caribbean représentait cette thématique dans les parcs Disney. Au lieu d'être reléguée à Adventureland, cette dernière se situe dans un land à part entière du Royaume Enchanté de Shanghai, entourée d'attractions du même thème telles que Shipwreck Shore ou encore Siren's Revenge.

## Description
Le land se présente sous la forme d'une ville portuaire caribéenne du XVIIIe siècle. Elle est organisée autour d'une baie, celle à laquelle le nom Treasure Cove fait allusion.

### Commerces et restaurants

#### Boutiques
- Doubloon Market
- Jolly Gypsy

#### Restaurants
- The Snackin' Kraken
- Barbossa's Bounty
- Pintel & Ragetti's Grub to Grab
- Tortuga Treats

### Attractions
- Pirates of the Caribbean: Battle for the Sunken Treasure, barque scénique basé sur les films Pirates des Caraïbes.
- Explorer Canoes, balade fluviale en canoës
- Shipwreck Shore
- Siren's Revenge

### Spectacles et parades
- Eye of the Storm: Captain Jack's Stunt Spectacular (spectacle sur scène)